# Sint-Vituskerk (Winschoten)
De Sint-Vituskerk is een rooms-katholieke kerk aan de Langestraat in de Groningse stad Winschoten, die is gewijd aan Sint-Vitus. De kerk werd gebouwd in 1880 naar een ontwerp van architect Alfred Tepe.

## De parochie Winschoten en haar patroonheilige
Met zijn 19.000 inwoners is Winschoten het economisch en cultureel hart van het Oldambt. Van oudsher werd de katholieke gemeenschap gevormd door handelsreizigers uit het Duitse Westfalen en Emsland. Hoewel bescheiden heeft de katholieke geloofsgemeenschap een belangrijk rol gespeeld in het maatschappelijk leven van de Winschoters, in 1880 bouwden zij hun derde kerk aan de Wittevrouwenstraat (nu Langestraat), in 1924 werd het R.K. Kerkhof aan de Pekelderstraat in gebruik genomen, in 1921 bouwden zij de Sint-Vitusschool en tot slot verrees in 1924, in de oude pastorietuin achter de kerk, het Sint-Lucasziekenhuis. Jarenlang was hier de ziekenverpleging in handen van de zusters franciscanessen van de Heilige Familie.
Tot in de 16e eeuw behoorde Winschoten, in kerkelijk opzicht, tot de Abdij van Corvey aan de Wezer. Voor het eerst wordt deze band vermeld in 1474. Vitus' relieken werden sinds 583 in Lucania en op Sicilië vereerd. Daarna zijn ze in 756 door abt Fulrad naar de abdij van Saint-Denis bij Parijs overgebracht. Van daaruit zijn ze door abt Hildewijn, in het jaar 836, naar de Abdij van Corvey overgebracht.
In deze abdij werden de relieken van de H. Vitus bewaard en vereerd. Veel parochies, die ressorteerden onder de Abdij van Corvey, werden toegewijd aan de H. Vitus.
De band die Winschoten met de Abdij van Corvey had, is nog steeds zichtbaar in het stadswapen, waarop de heilige Vitus is afgebeeld. De naam Vitus komt ook terug in de voormalige buurtschap ‘Sint-Vitusholt’, in de Sint-Vitusstraat en in de scouting ‘Sint Vitus’.

## De parochiekerk van de H. Vitus en Gezellen
De huidige kerk aan de Langestraat is de derde kerk in Winschoten die aan de Heilige Vitus is gewijd. De eerste kerk is de Marktpleinkerk die voor de Reformatie aan Vitus was gewijd. Na de reformatie moesten de katholieken hun geloof in het geheim belijden. Dit deden zij bij mensen thuis, de sacramenten werden bediend door rondreizende priesters. Dit waren vaak ordegeestelijken: franciscanen en jezuïeten.
Aan het eind van de 18e eeuw was het, dankzij de godsdienstvrijheid die de Bataafse Revolutie bracht, voor de Winschoter katholieken mogelijk om weer een kerkgebouw in te richten. Dit kwam in 1799 te staan aan de Wittevrouwenstraat, de huidige Langestraat. Het was een eenvoudig zaalkerkje en stond op de plaats waar nu de pastorietuin is. Slechts het torentje op de gevel deed vermoeden dat hier een kerk was. Na twintig jaar was het al weer bouwvallig, en in 1822 maakte Waterstaatsingenieur Cornelis van der Poel een ontwerp voor herstel, waarbij het gebouwtje tevens vergroot zou worden. Door geldgebrek liet de realisering daarvan tot 1835 op zich wachten.
Dankzij het herstel van de bisschoppelijke hiërarchie in 1853 ontstond er een ware katholieke emancipatie die tot in de jaren ’50 van de 20e eeuw zou doorwerken. Net als in vele andere plaatsen verving men in Winschoten de oude, onopvallende kerk door een veel imposanter neogotisch kerkgebouw. De huidige kerk werd gebouwd in 1880. Ondanks het geringe formaat werd het gebouw uitgevoerd als een driebeukige pseudobasiliek. De architect van de Vituskerk is Alfred Tepe (1840-1920), een van de belangrijkste vertegenwoordigers van het neogotische bouwen in Nederland. Het orgel werd in 1885 vervaardigd door de firma Gebrs. Gradussen, orgelfabrikanten te Winssen bij Nijmegen.